# Большая синагога (Лида)

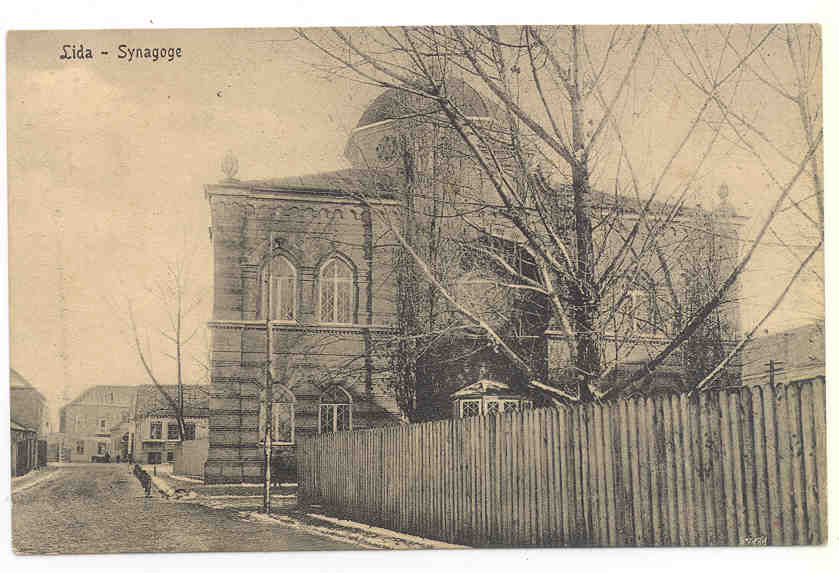
Лидская синагога в 1915-18 гг.

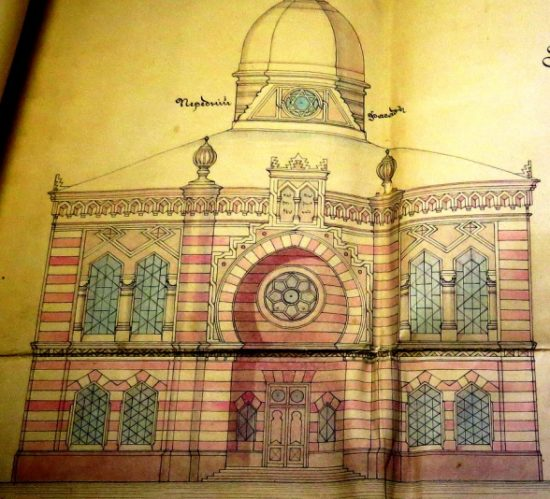
Парадный фасад Большой Лидской синагоги по проекту А. Полозова

Больша́я синаго́га — бывшая синагога в Лиде. Располагалась на Школьном дворе у северо-западного угла Базарной площади. Сейчас это территория между Домом творчества (бывший Дом офицеров) и общежитием «Лакокраски» по улице Кирова.
Проект этой синагоги составил губернский архитектор Алексей Владимирович Полозов в 1892 году. Строительные работы закончились летом 1896 года.
Синагога сгорела после интенсивной бомбардировки города 23 июня 1941 года. Остатки стен были разобраны зимой 1941/42 года.